# Pseudovermis boadeni
Pseudovermis boadeni är en snäckart som beskrevs av Salvini-plawen och Wolfgang Sterrer 1868. Pseudovermis boadeni ingår i släktet Pseudovermis och familjen Pseudovermidae. Inga underarter finns listade i Catalogue of Life.